# Tiocu de Jos, Cluj
Tiocu de Jos (în maghiară Alsótök) este un sat în comuna Cornești din județul Cluj, Transilvania, România.

## Istoric
Satul e locuit din timpuri străvechi de români (majoritari) și de unguri. Cei mai mulți locuitori maghiari din Evul Mediu au fost mici nobili.

## Monumente istorice
Biserica Reformată-Calvină (sec.XIV)

## Galerie de imagini

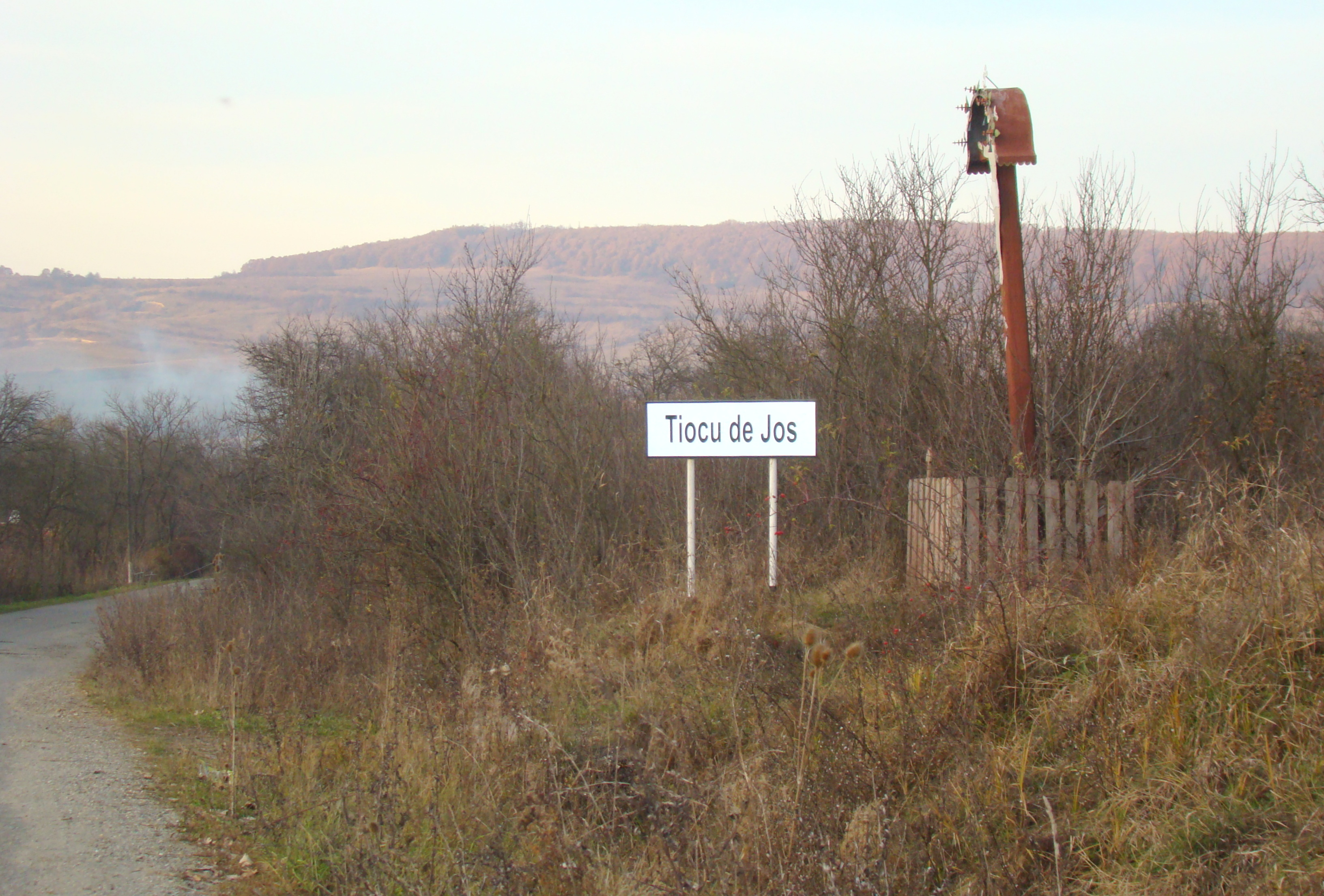
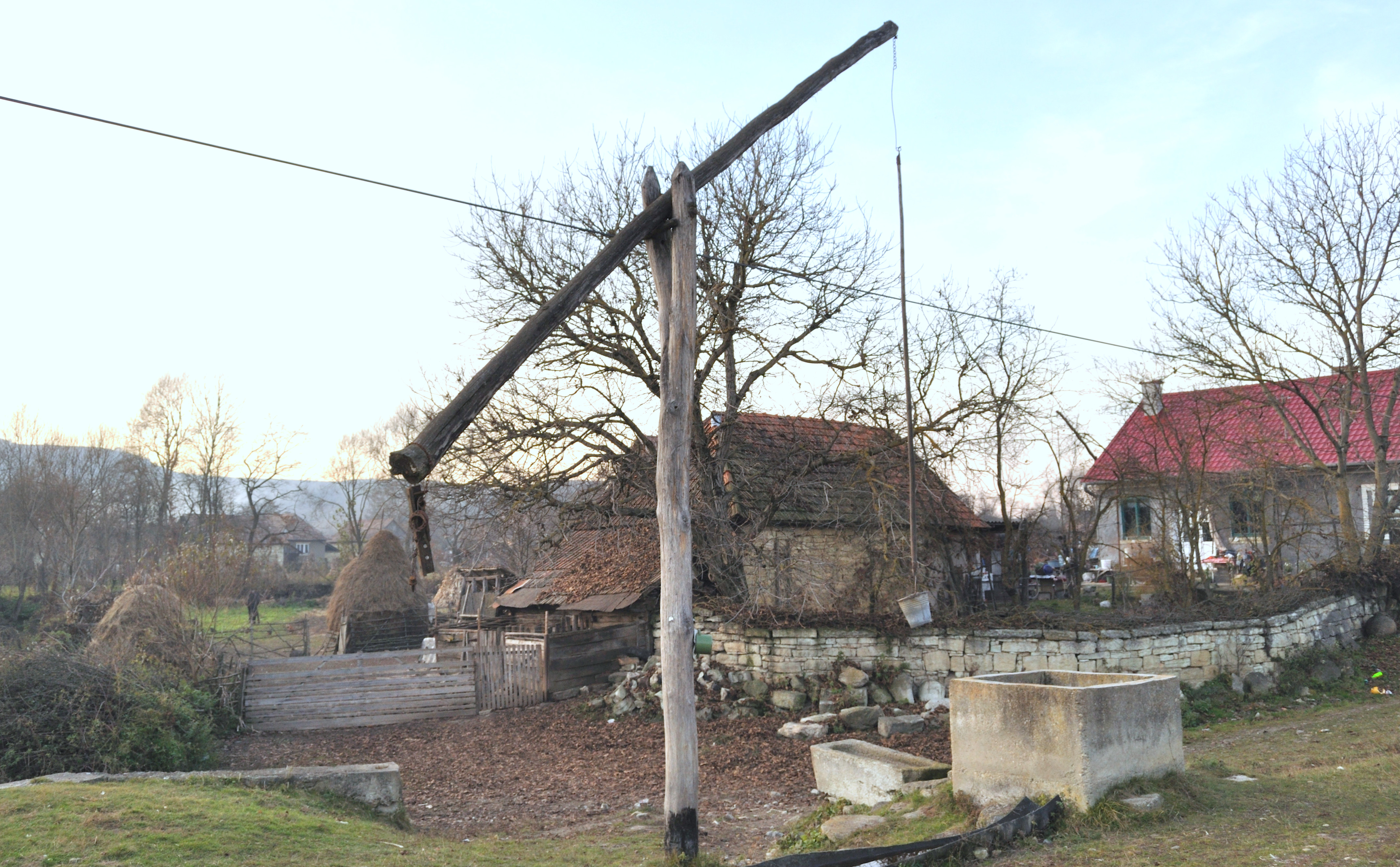
Tiocu de Jos
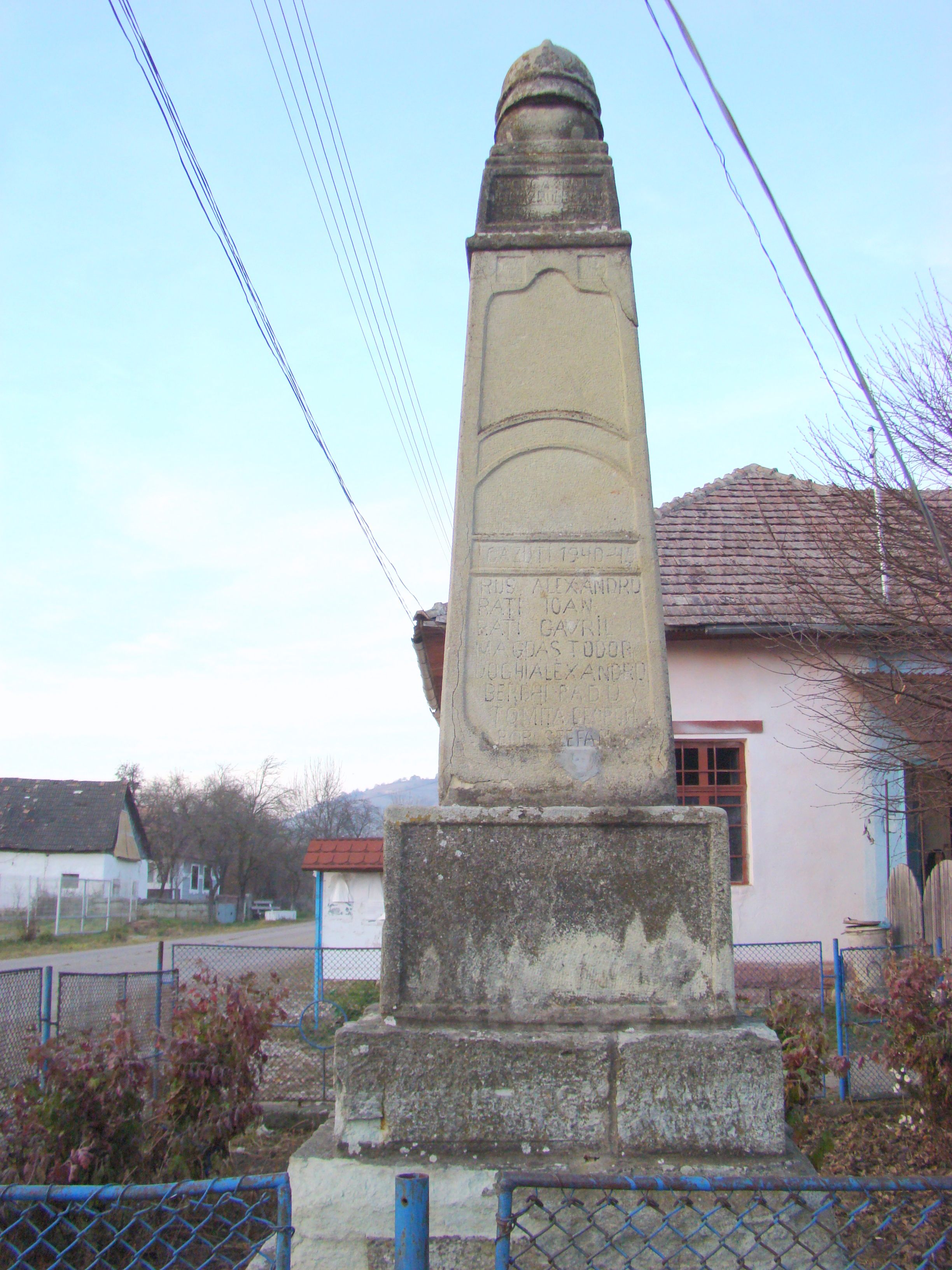
Monumentul eroilor
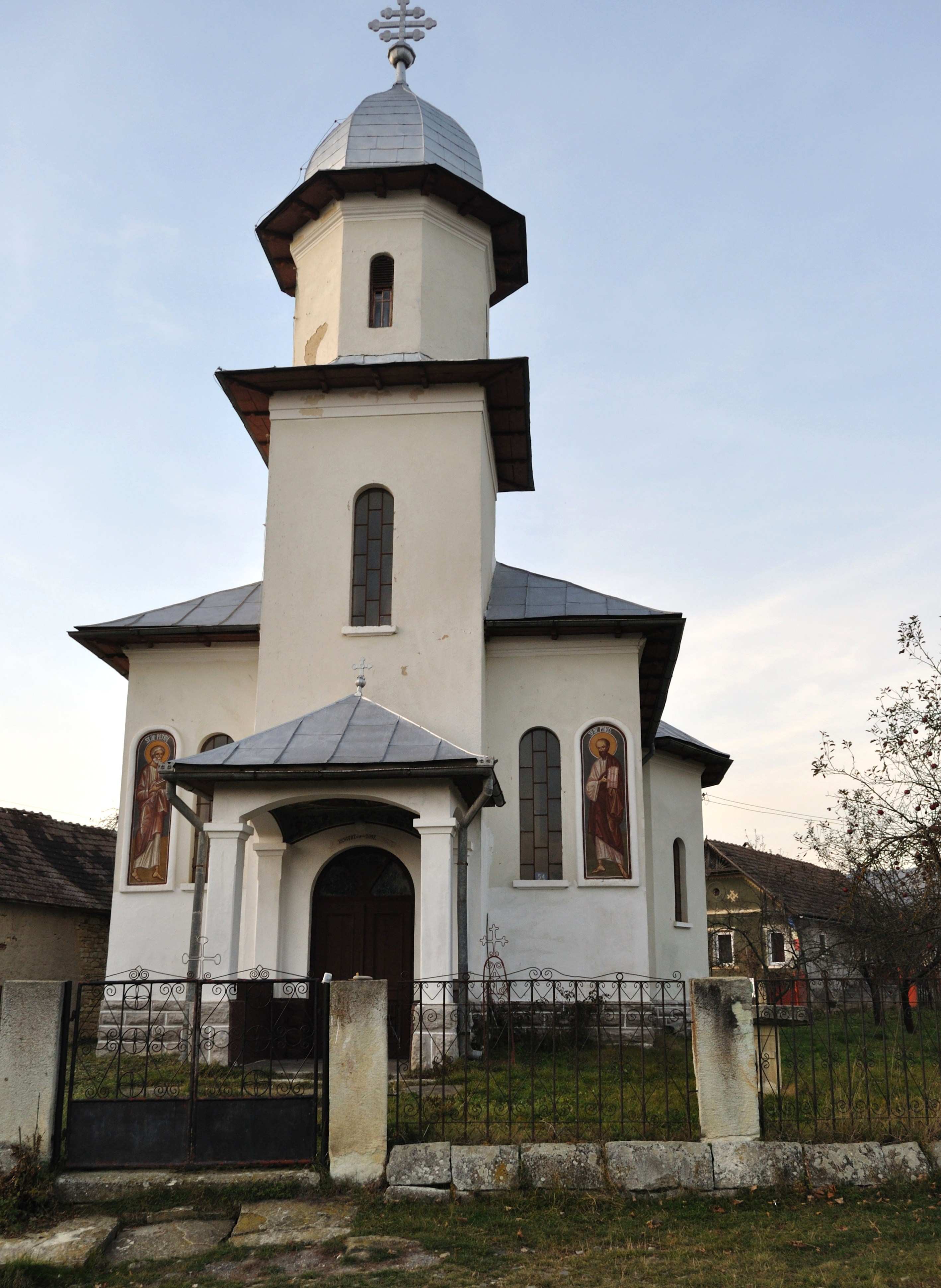
Biserica „Sfinții Apostoli Petru și Pavel” (1939)
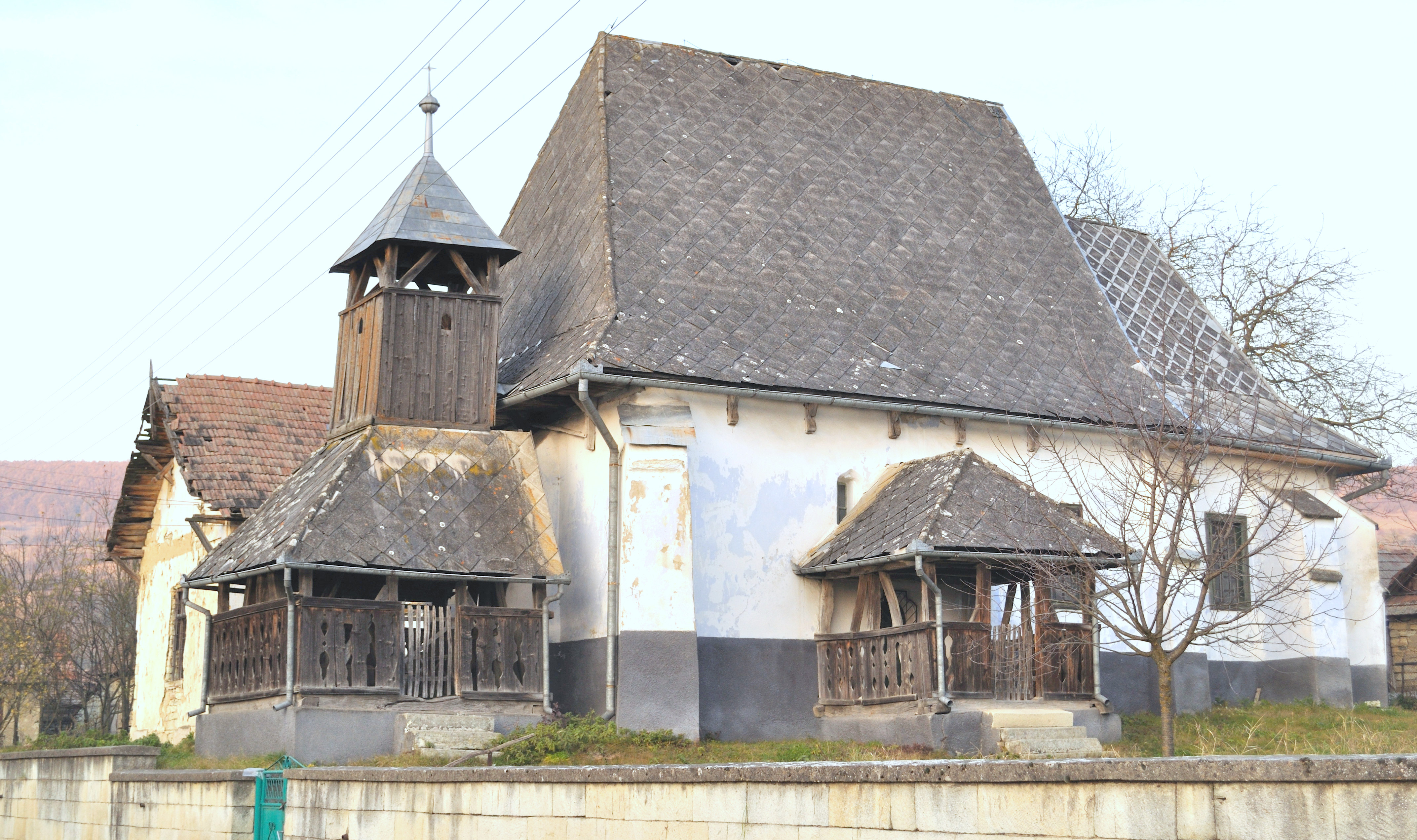
Biserica reformată-calvină (sec.XIV)
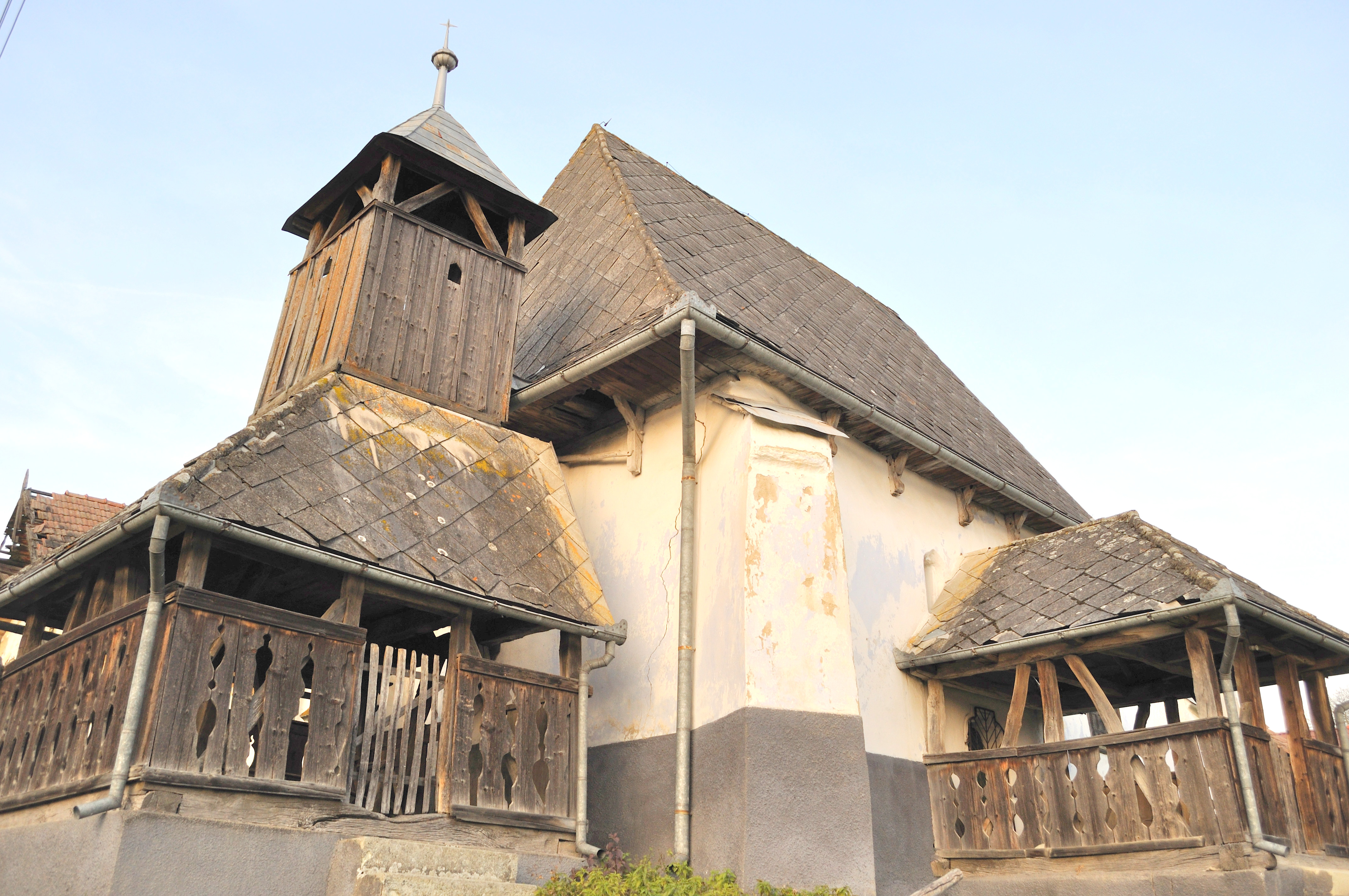
Biserica reformată-calvină (sec.XIV)